# Uruguay en la Copa Mundial de Fútbol de 2018
La selección de Uruguay fue uno de los 32 equipos participantes en la Copa Mundial de Fútbol de 2018, torneo que se llevó a cabo del 14 de junio al 15 de julio en Rusia.
Fue su decimotercera participación en mundiales y tercera consecutiva desde Sudáfrica 2010.

## Clasificación
La selección uruguaya realizó una muy buena eliminatoria, en la cual, en todo el trayecto, no bajó de la tercera posición de la tabla. Cabe destacar que, desde el formato todos contra todos (desde 1998) es la primera vez que Uruguay clasifica a un Mundial de forma directa, ya que las veces anteriores han sido a través del repechaje.

### Tabla de posiciones
| Equipo    | Pts | PJ | PG | PE | PP | GF | GC | Dif |
| --------- | --- | -- | -- | -- | -- | -- | -- | --- |
| Brasil    | 41  | 18 | 12 | 5  | 1  | 41 | 11 | 30  |
| Uruguay   | 31  | 18 | 9  | 4  | 5  | 32 | 20 | 12  |
| Argentina | 28  | 18 | 7  | 7  | 4  | 19 | 16 | 3   |
| Colombia  | 27  | 18 | 7  | 6  | 5  | 21 | 19 | 2   |
| Perú      | 26  | 18 | 7  | 5  | 6  | 27 | 26 | 1   |
| Chile     | 26  | 18 | 8  | 2  | 8  | 26 | 27 | -1  |
| Paraguay  | 24  | 18 | 7  | 3  | 8  | 19 | 25 | -6  |
| Ecuador   | 20  | 18 | 6  | 2  | 10 | 26 | 29 | -3  |
| Bolivia   | 14  | 18 | 4  | 2  | 12 | 16 | 38 | -22 |
| Venezuela | 12  | 18 | 2  | 6  | 10 | 19 | 35 | -16 |

|  | Clasificados a la Copa Mundial de Fútbol de 2018. |
|  | Clasificado a la repesca OFC/Conmebol.            |

### Resultados

#### Primera vuelta
| 8 de octubre de 2015, 17:00 | Bolivia                                                 | 0:2 (0:1) | Uruguay                                         | Estadio Hernando Siles, La Paz                               |                                                              |
|                             | Torrico 19', 70' · Martelli 40' · Campos 63' · Arce 77' | Reporte   | 9' Cáceres · 66' Corujo · 68' Godín · 72' Rolan | Asistencia: 38 730 espectadores Árbitro(s): Patricio Loustau | Asistencia: 38 730 espectadores Árbitro(s): Patricio Loustau |

| 13 de octubre de 2015, 20:00 | Uruguay                                            | 3:0 (1:0) | Colombia                                              | Estadio Centenario, Montevideo                          |                                                         |
|                              | Godín 33' · Rolan 51' · Corujo 58' · Hernández 87' | Reporte   | 35' Murillo · 61' Castillo · 66' Arias · 92' Cuadrado | Asistencia: 40 124 espectadores Árbitro(s): Heber Lopes | Asistencia: 40 124 espectadores Árbitro(s): Heber Lopes |

| 13 de noviembre de 2015, 18:00 | Ecuador                                                                                | 2:1 (1:0) | Uruguay                                 | Estadio Olímpico Atahualpa, Quito                           |                                                             |
|                                | Quiñónez 17' · Caicedo 22' · Martínez 59' · Paredes 76' · Achilier 77' · Domínguez 80' | Reporte   | 33' M. Pereira · 48' Cavani · 86' Godín | Asistencia: 35 982 espectadores Árbitro(s): Ricardo Marqués | Asistencia: 35 982 espectadores Árbitro(s): Ricardo Marqués |

| 17 de noviembre de 2015, 20:00 | Uruguay                                                                          | 3:0 (1:0) | Chile                                                         | Estadio Centenario, Montevideo                            |                                                           |
|                                | Corujo 18' · Godín 21' , 22' · M. Pereira 50' · A. Pereira 61' 69' · Cáceres 64' | Reporte   | 14' Vidal · 21' Medel · 48' Sánchez · 62' Díaz · 92' Valdivia | Asistencia: 65 000 espectadores Árbitro(s): Wilmar Roldán | Asistencia: 65 000 espectadores Árbitro(s): Wilmar Roldán |

| 25 de marzo de 2016, 21:45 | Brasil                                                     | 2:2 (2:1) | Uruguay                      | Arena Pernambuco, Recife                                  |                                                           |
|                            | Costa 1' · Augusto 26' · Neymar 63' · Alves 76' · Luiz 82' | Reporte   | 31' Cavani · 48', 56' Suárez | Asistencia: 45 010 espectadores Árbitro(s): Néstor Pitana | Asistencia: 45 010 espectadores Árbitro(s): Néstor Pitana |

| 29 de marzo de 2016, 20:00 | Uruguay    | 1:0 (0:0) | Perú                      | Estadio Centenario, Montevideo                             |                                                            |
|                            | Cavani 52' | Reporte   | 32' Ramos · 60' Advíncula | Asistencia: 61 520 espectadores Árbitro(s): Roddy Zambrano | Asistencia: 61 520 espectadores Árbitro(s): Roddy Zambrano |

| 1 de septiembre de 2016, 20:30 | Argentina | 1:0 (1:0) | Uruguay | Estadio Malvinas Argentinas, Mendoza                       |                                                            |
|                                | Messi 43' | Reporte   |         | Asistencia: 42 000 espectadores Árbitro(s): Julio Bascuñán | Asistencia: 42 000 espectadores Árbitro(s): Julio Bascuñán |

| 6 de septiembre de 2016, 20:00 | Uruguay                                                             | 4:0 (3:0) | Paraguay | Estadio Centenario, Montevideo                             |                                                            |
|                                | Giménez 10' · Cavani 18', 54' · Rodríguez 42' · Suárez 45+1' (pen.) | Reporte   |          | Asistencia: 40 100 espectadores Árbitro(s): Wilton Sampaio | Asistencia: 40 100 espectadores Árbitro(s): Wilton Sampaio |

| 6 de octubre de 2016 | Uruguay                            | 3:0 (1:0) | Venezuela                                         | Estadio Centenario, Montevideo                          |                                                         |
|                      | Lodeiro 29', 50' · Cavani 46', 79' | Reporte   | 41', 65' Vizcarrondo · 48' Figuera · 85' González | Asistencia: 41 992 espectadores Árbitro(s): Raúl Orosco | Asistencia: 41 992 espectadores Árbitro(s): Raúl Orosco |

#### Segunda vuelta
| 11 de octubre de 2016 | Colombia                     | 2:2 (1:1) | Uruguay                          | Estadio Metropolitano, Barranquilla                       |                                                           |
|                       | A. Aguilar 15' · Y. Mina 84' | Reporte   | 27' C. Rodríguez · 73' L. Suárez | Asistencia: 48.000 espectadores Árbitro(s): Néstor Pitana | Asistencia: 48.000 espectadores Árbitro(s): Néstor Pitana |

| 10 de noviembre de 2016 | Uruguay                        | 2:1 (2:1) | Ecuador        | Estadio Centenario, Montevideo |                             |
|                         | S. Coates 12' · D. Rolan 45+1' | Reporte   | 45' F. Caicedo | Árbitro(s): Víctor Carrillo    | Árbitro(s): Víctor Carrillo |

| 15 de noviembre de 2016 | Chile                                 | 3:1 (1:1) | Uruguay       | Estadio Nacional, Santiago  |                             |
|                         | E. Vargas 45+1' · A. Sánchez 60', 76' | Reporte   | 16' E. Cavani | Árbitro(s): Enrique Cáceres | Árbitro(s): Enrique Cáceres |

| 23 de marzo de 2017, 20:00 | Uruguay          | 1:4 (1:1) | Brasil                                | Estadio Centenario, Montevideo                               |                                                              |
|                            | Cavani 9' (pen.) | Reporte   | Paulinho 19', 52', 90+2' · Neymar 74' | Asistencia: 57 000 espectadores Árbitro(s): Patricio Loustau | Asistencia: 57 000 espectadores Árbitro(s): Patricio Loustau |

| 28 de marzo de 2017 | Perú                    | 2:1 (1:1) | Uruguay     | Estadio Nacional, Lima                                     |                                                            |
|                     | Guerrero 34' Flores 62' | Reporte   | Sánchez 30' | Asistencia: 41 656 espectadores Árbitro(s): Julio Bascuñan | Asistencia: 41 656 espectadores Árbitro(s): Julio Bascuñan |

| 31 de agosto de 2017 | Uruguay | 0:0     | Argentina | Estadio Centenario, Montevideo |                             |
|                      |         | Reporte |           | Árbitro(s): Víctor Carrillo    | Árbitro(s): Víctor Carrillo |

| 5 de septiembre de 2017 | Paraguay   | 1:2 (0:0) | Uruguay                  | Estadio Defensores del Chaco, Asunción |                          |
|                         | Romero 88' | Reporte   | Valverde 76' · Gómez 80' | Árbitro(s): Sandro Ricci               | Árbitro(s): Sandro Ricci |

| 5 de octubre de 2017 | Venezuela | 0:0     | Uruguay | Estadio Pueblo Nuevo, San Cristóbal |                              |
|                      |           | Reporte |         | Árbitro(s): Anderson Daronco        | Árbitro(s): Anderson Daronco |

| 10 de octubre de 2017 | Uruguay                                   | 4:2 (2:1) | Bolivia                    | Estadio Centenario, Montevideo |                             |
|                       | Cáceres 39' · Cavani 41' · Suárez 59' 75' | Reporte   | Gastón Silva23' · Godín78' | Árbitro(s): Ricardo Marqués    | Árbitro(s): Ricardo Marqués |

### Goleadores
| Jugador            | Goles | Partidos | Minutos |
| ------------------ | ----- | -------- | ------- |
| Edinson Cavani     | 10    | 15       | 1331    |
| Luis Suárez        | 5     | 13       | 1148    |
| Martín Cáceres     | 3     | 8        | 627     |
| Diego Godín        | 3     | 16       | 1440    |
| Diego Rolán        | 2     | 8        | 352     |
| Cristian Rodríguez | 2     | 13       | 819     |
| Federico Valverde  | 1     | 1        | 90      |
| Abel Hernández     | 1     | 1        | 62      |
| Nicolás Lodeiro    | 1     | 8        | 362     |
| Álvaro Pereira     | 1     | 9        | 449     |
| Sebastián Coates   | 1     | 9        | 810     |
| Carlos Sánchez     | 1     | 15       | 1119    |

## Preparación

### Amistosos previos

#### Polonia vs Uruguay
| 10 de noviembre de 2017, 18:15 (UTC+1) | Polonia | 0:0     | Uruguay | Estadio Nacional, Varsovia, Polonia                    |                                                        |
|                                        |         | Reporte |         | Asistencia: 40.000 espectadores Árbitro(s): István Vad | Asistencia: 40.000 espectadores Árbitro(s): István Vad |

| Uniformes | Uniformes |
| --------- | --------- |
|           |           |

#### Austria vs Polonia
| 10 de noviembre de 2017, 19:30 (UTC+1) | Austria                        | 2:1 (1:1) | Uruguay      | Estadio Ernst Happel, Viena, Austria                     |                                                          |
|                                        | M. Sabitzer 5' · A. Schöpf 86' | Reporte   | 9' E. Cavani | Asistencia: 27.600 espectadores Árbitro(s): Tamás Bognár | Asistencia: 27.600 espectadores Árbitro(s): Tamás Bognár |

| Uniformes | Uniformes |
| --------- | --------- |
|           |           |

#### Uruguay vs Uzbekistán
| 7 de junio de 2018, 20:10 | Uruguay                                                 | 3:0 (1:0) | Uzbekistán | Estadio Centenario, Montevideo, Uruguay                   |                                                           |
|                           | G. de Arrascaeta 32' · L. Suárez 54' · J.M. Giménez 73' | Reporte   |            | Asistencia: 60.000 espectadores Árbitro(s): Raphael Claus | Asistencia: 60.000 espectadores Árbitro(s): Raphael Claus |

| Uniformes | Uniformes |
| --------- | --------- |
|           |           |

### China Cup

#### Uruguay vs República Checa
| 23 de marzo de 2018, 19:35 (UTC+1) | Uruguay                       | 2:0 (2:0) | República Checa | Guangxi Sports Center, Nanning, China                         |                                                               |
|                                    | L. Suárez 10' · E. Cavani 37' | Reporte   |                 | Asistencia: 22.757 espectadores Árbitro(s): Saoud Ali Al-Adba | Asistencia: 22.757 espectadores Árbitro(s): Saoud Ali Al-Adba |

| Uniformes | Uniformes |
| --------- | --------- |
|           |           |

#### Gales vs Uruguay
| 26 de marzo de 2018, 19:35 (UTC+1) | Gales | 0:1 (0:0) | Uruguay       | Guangxi Sports Center, Nanning, China                           |                                                                 |
|                                    |       | Reporte   | 49' E. Cavani | Asistencia: 41.056 espectadores Árbitro(s): Salman Ahmad Falahi | Asistencia: 41.056 espectadores Árbitro(s): Salman Ahmad Falahi |

| Uniformes | Uniformes |
| --------- | --------- |
|           |           |

## Participación

### Lista de convocados
La lista definitiva fue anunciada el 2 de junio.
Técnico:  Óscar Washington Tabárez
| No. | Pos. | Jugador                | Fecha de nacimiento (edad)         | Apa. | Goles | Club                |
| --- | ---- | ---------------------- | ---------------------------------- | ---- | ----- | ------------------- |
| 1   | POR  | Fernando Muslera       | 16 de junio de 1986 (32 años)      | 97   | 0     | Galatasaray         |
| 2   | DEF  | José Giménez           | 20 de enero de 1995 (23 años)      | 42   | 5     | Atlético de Madrid  |
| 3   | DEF  | Diego Godín            | 16 de febrero de 1986 (32 años)    | 116  | 8     | Atlético de Madrid  |
| 4   | DEF  | Guillermo Varela       | 24 de marzo de 1993 (25 años)      | 3    | 0     | Peñarol             |
| 5   | MED  | Carlos Sánchez         | 2 de diciembre de 1984 (33 años)   | 36   | 1     | Monterrey           |
| 6   | MED  | Rodrigo Bentancur      | 25 de junio de 1997 (20 años)      | 7    | 0     | Juventus            |
| 7   | MED  | Cristian Rodríguez     | 30 de septiembre de 1985 (32 años) | 105  | 11    | Peñarol             |
| 8   | MED  | Nahitan Nández         | 28 de diciembre de 1995 (22 años)  | 12   | 0     | Boca Juniors        |
| 9   | DEL  | Luis Suárez            | 24 de enero de 1987 (31 años)      | 98   | 51    | Barcelona           |
| 10  | MED  | Giorgian De Arrascaeta | 1 de junio de 1994 (24 años)       | 14   | 2     | Cruzeiro            |
| 11  | DEL  | Cristhian Stuani       | 12 de octubre de 1986 (31 años)    | 41   | 5     | Girona              |
| 12  | POR  | Martín Campaña         | 29 de mayo de 1989 (29 años)       | 1    | 0     | Independiente       |
| 13  | DEF  | Gastón Silva           | 5 de marzo de 1994 (24 años)       | 17   | 0     | Independiente       |
| 14  | MED  | Lucas Torreira         | 11 de febrero de 1996 (22 años)    | 3    | 0     | Sampdoria           |
| 15  | MED  | Matías Vecino          | 24 de agosto de 1991 (26 años)     | 22   | 1     | Inter de Milán      |
| 16  | DEF  | Maxi Pereira           | 8 de junio de 1984 (34 años)       | 125  | 3     | Porto               |
| 17  | MED  | Diego Laxalt           | 7 de febrero de 1993 (25 años)     | 6    | 0     | Genoa               |
| 18  | DEL  | Maxi Gómez             | 14 de agosto de 1996 (21 años)     | 5    | 0     | Celta de Vigo       |
| 19  | DEF  | Sebastián Coates       | 7 de octubre de 1990 (27 años)     | 30   | 1     | Sporting de Lisboa  |
| 20  | MED  | Jonathan Urretaviscaya | 19 de marzo de 1990 (28 años)      | 4    | 0     | Monterrey           |
| 21  | DEL  | Edinson Cavani         | 14 de febrero de 1987 (31 años)    | 101  | 42    | París Saint-Germain |
| 22  | DEF  | Martín Cáceres         | 7 de abril de 1987 (31 años)       | 76   | 4     | Lazio               |
| 23  | POR  | Martín Silva           | 25 de marzo de 1983 (35 años)      | 11   | 0     | Vasco Da Gama       |

### Fase de grupos
| Selección      | Pts | PJ | PG | PE | PP | GF | GC | Dif |
| -------------- | --- | -- | -- | -- | -- | -- | -- | --- |
| Uruguay        | 9   | 3  | 3  | 0  | 0  | 5  | 0  | +5  |
| Rusia          | 6   | 3  | 2  | 0  | 1  | 8  | 4  | +4  |
| Arabia Saudita | 3   | 3  | 1  | 0  | 2  | 2  | 7  | -5  |
| Egipto         | 0   | 3  | 0  | 0  | 3  | 2  | 6  | -4  |

#### Egipto vs. Uruguay
| 15 de junio de 2018, 17:00 (UTC+5) | Egipto | 0:1 (0:0) | Uruguay     | Ekaterimburgo Arena, Ekaterimburgo                        |                                                           |
|                                    |        | Reporte   | Giménez 90' | Asistencia: 27 015 espectadores Árbitro(s): Björn Kuipers | Asistencia: 27 015 espectadores Árbitro(s): Björn Kuipers |

|  |  |

| GK           | 23 | Mohamed El-Shenawy  |       |     |
| RB           | 7  | Ahmed Fathy         |       |     |
| CB           | 2  | Ali Gabr            |       |     |
| CB           | 6  | Ahmed Hegazi        | 90+6' |     |
| LB           | 13 | Mohamed Abdel-Shafy |       |     |
| CM           | 8  | Tarek Hamed         |       | 50' |
| CM           | 17 | Mohamed Elneny      |       |     |
| RW           | 22 | Amr Warda           |       | 82' |
| AM           | 19 | Abdallah Said       |       |     |
| LW           | 21 | Trézéguet           |       |     |
| CF           | 9  | Marwan Mohsen       |       | 63' |
| Cambios:     |    |                     |       |     |
| MF           | 5  | Sam Morsy           | 90+4' | 50' |
| FW           | 11 | Kahraba             |       | 63' |
| FW           | 14 | Ramadan Sobhi       |       | 82' |
| Entrenador:  |    |                     |       |     |
| Héctor Cúper |    |                     |       |     |

| GK            | 1  | Fernando Muslera       |  |     |
| RB            | 4  | Guillermo Varela       |  |     |
| CB            | 2  | José Giménez           |  |     |
| CB            | 3  | Diego Godín            |  |     |
| LB            | 22 | Martín Cáceres         |  |     |
| RM            | 8  | Nahitan Nández         |  | 58' |
| CM            | 15 | Matías Vecino          |  | 87' |
| CM            | 6  | Rodrigo Bentancur      |  |     |
| LM            | 10 | Giorgian De Arrascaeta |  | 59' |
| CF            | 9  | Luis Suárez            |  |     |
| CF            | 21 | Edinson Cavani         |  |     |
| Cambios:      |    |                        |  |     |
| MF            | 5  | Carlos Sánchez         |  | 58' |
| MF            | 7  | Cristian Rodríguez     |  | 59' |
| MF            | 14 | Lucas Torreira         |  | 87' |
| Entrenador:   |    |                        |  |     |
| Óscar Tabárez |    |                        |  |     |

| Jugador del Partido: Mohamed El-Shenawy Árbitros asistentes: Sander van Roekel Erwin Zeinstra Cuarto árbitro: Milorad Mažić Quinto árbitro: Milovan Ristić Árbitro asistente de video: Danny Makkelie Árbitros asistentes del árbitro asistente de video: Paweł Gil Cyril Gringore Clément Turpin |

#### Uruguay vs. Arabia Saudita
| 20 de junio de 2018, 18:00 (UTC+3) | Uruguay         | 1:0 (1:0) | Arabia Saudita | Rostov Arena, Rostov del Don                               |                                                            |
|                                    | Luis Suárez 23' | Reporte   |                | Asistencia: 42 678 espectadores Árbitro(s): Clément Turpin | Asistencia: 42 678 espectadores Árbitro(s): Clément Turpin |

|  |  |

| GK            | 1  | Fernando Muslera   |  |     |
| RB            | 4  | Guillermo Varela   |  |     |
| CB            | 2  | José Giménez       |  |     |
| CB            | 3  | Diego Godín        |  |     |
| LB            | 22 | Martín Cáceres     |  |     |
| RM            | 5  | Carlos Sánchez     |  | 82' |
| CM            | 15 | Matías Vecino      |  | 59' |
| CM            | 6  | Rodrigo Bentancur  |  |     |
| LM            | 7  | Cristian Rodríguez |  | 59' |
| CF            | 9  | Luis Suárez        |  |     |
| CF            | 21 | Edinson Cavani     |  |     |
| Cambios:      |    |                    |  |     |
| MF            | 17 | Diego Laxalt       |  | 59' |
| MF            | 14 | Lucas Torreira     |  | 59' |
| MF            | 8  | Nahitan Nández     |  | 82' |
| Entrenador:   |    |                    |  |     |
| Óscar Tabárez |    |                    |  |     |

| GK                 | 22 | Mohammed Al-Owais   |  |     |
| RB                 | 6  | Mohammed Al-Breik   |  |     |
| CB                 | 3  | Osama Hawsawi       |  |     |
| CB                 | 4  | Ali Al-Bulaihi      |  |     |
| LB                 | 13 | Yasser Al-Shahrani  |  |     |
| DM                 | 14 | Abdullah Otayf      |  |     |
| CM                 | 7  | Salman Al-Faraj     |  |     |
| CM                 | 17 | Taisir Al-Jassim    |  | 44' |
| RW                 | 9  | Hattan Bahebri      |  | 75' |
| LW                 | 18 | Salem Al-Dawsari    |  |     |
| CF                 | 19 | Fahad Al-Muwallad   |  | 78' |
| Cambio:            |    |                     |  |     |
| MF                 | 16 | Housain Al-Mogahwi  |  | 44' |
| MF                 | 12 | Mohamed Kanno       |  | 75' |
| FW                 | 10 | Mohammad Al-Sahlawi |  | 78' |
| Entrenador:        |    |                     |  |     |
| Juan Antonio Pizzi |    |                     |  |     |

| Jugador del Partido: Luis Suárez Árbitros asistentes: Nicolás Danos Cyril Gringore Cuarto árbitro: John Pittí Quinto árbitro: Gabriel Victoria Árbitro asistente de video: Szymon Marciniak Árbitros asistentes del árbitro asistente de video: Paweł Gil Pawel Sokolnicki Daniele Orsato |

#### Uruguay vs. Rusia
| 25 de junio de 2018, 18:00 (UTC+4) | Uruguay                                        | 3:0 (2:0) | Rusia | Samara Arena, Samara                                        |                                                             |
|                                    | Suárez 10' · Chéryshev 23' (a.g.) · Cavani 90' | Reporte   |       | Asistencia: 41 970 espectadores Árbitro(s): Malang Diedhiou | Asistencia: 41 970 espectadores Árbitro(s): Malang Diedhiou |

|  |  |

| GK            | 1  | Fernando Muslera       |     |       |
| CB            | 19 | Sebastián Coates       |     |       |
| CB            | 3  | Diego Godín            |     |       |
| CB            | 22 | Martín Cáceres         |     |       |
| DM            | 14 | Lucas Torreira         |     |       |
| CM            | 15 | Matías Vecino          |     |       |
| CM            | 6  | Rodrigo Bentancur      | 59' | 63'   |
| RW            | 8  | Nahitan Nández         |     | 73'   |
| LW            | 17 | Diego Laxalt           |     |       |
| CF            | 9  | Luis Suárez            |     |       |
| CF            | 21 | Edinson Cavani         |     | 90+3' |
| Cambios:      |    |                        |     |       |
| MF            | 10 | Giorgian De Arrascaeta |     | 63'   |
| MF            | 7  | Cristian Rodríguez     |     | 73'   |
| FW            | 18 | Maxi Gómez             |     | 90+3' |
| Entrenador:   |    |                        |     |       |
| Óscar Tabárez |    |                        |     |       |

| GK                   | 1  | Ígor Akinféyev      |          |     |
| RB                   | 23 | Ígor Smólnikov      | 27', 36' |     |
| CB                   | 3  | Iliá Kutépov        |          |     |
| CB                   | 4  | Serguéi Ignashévich |          |     |
| LB                   | 13 | Fiódor Kudriashov   |          |     |
| CM                   | 11 | Román Zobnin        |          |     |
| CM                   | 8  | Yuri Gazinski       | 9'       | 46' |
| RW                   | 19 | Aleksandr Samédov   |          |     |
| AM                   | 15 | Alekséi Miranchuk   |          | 60' |
| LW                   | 6  | Denis Chéryshev     |          | 38' |
| CF                   | 22 | Artiom Dziuba       |          |     |
| Cambios:             |    |                     |          |     |
| DF                   | 2  | Mário Fernandes     |          | 38' |
| MF                   | 7  | Daler Kuziáyev      |          | 46' |
| FW                   | 10 | Fiódor Smólov       |          | 60' |
| Entrenador:          |    |                     |          |     |
| Stanislav Cherchésov |    |                     |          |     |

| Jugador del Partido: Luis Suárez Árbitros asistentes: Djibril Camara El Hadji Samba Cuarto árbitro: Bamlak Tessema Weyesa Quinto árbitro: Hasan Al Mahri Árbitro asistente de video: Clément Turpin Árbitros asistentes del árbitro asistente de video: Paweł Gil Cyril Gringore Daniele Orsato |

### Octavos de final

#### Uruguay vs. Portugal
| 30 de junio de 2018 | Uruguay        | 2:1 (1:0) | Portugal | Estadio Fisht, Sochi                                    |                                                         |
| 21:00 MSK (UTC+3)   | Cavani 7', 62' | Reporte   | Pepe 55' | Asistencia: 44 287 espectadores Árbitro(s): César Ramos | Asistencia: 44 287 espectadores Árbitro(s): César Ramos |

| Uruguay | Portugal |

| POR           | 1  | Fernando Muslera   |     |     |
| DEF           | 22 | Martín Cáceres     |     |     |
| DEF           | 2  | José Giménez       |     |     |
| DEF           | 3  | Diego Godín        |     |     |
| DEF           | 17 | Diego Laxalt       |     |     |
| MED           | 8  | Nahitan Nández     |     | 63' |
| MED           | 14 | Lucas Torreira     |     |     |
| MED           | 15 | Matías Vecino      |     |     |
| MED           | 6  | Rodrigo Bentancur  |     | 81' |
| DEL           | 9  | Luis Suárez        |     |     |
| DEL           | 21 | Edinson Cavani     | 74' |     |
| Cambios:      |    |                    |     |     |
| MED           | 7  | Cristian Rodríguez |     | 63' |
| DEL           | 11 | Christian Stuani   |     | 74' |
| MED           | 5  | Carlos Sánchez     |     | 81' |
| Entrenador:   |    |                    |     |     |
| Óscar Tabárez |    |                    |     |     |

| POR             | 1  | Rui Patricio      |     |       |
| DEF             | 5  | Raphaël Guerreiro |     |       |
| DEF             | 6  | José Fonte        |     |       |
| DEF             | 3  | Pepe              |     |       |
| DEF             | 15 | Ricardo Pereira   |     |       |
| MED             | 10 | João Mário        | 84' |       |
| MED             | 23 | Adrien Silva      |     |       |
| MED             | 14 | William Carvalho  |     |       |
| MED             | 11 | Bernardo Silva    |     | 65'   |
| DEL             | 7  | Cristiano Ronaldo |     | 90+3' |
| DEL             | 17 | Gonçalo Guedes    |     | 74'   |
| Cambio:         |    |                   |     |       |
| DEL             | 20 | Ricardo Quaresma  |     | 65'   |
| DEL             | 9  | André Silva       |     | 74'   |
| MED             | 4  | Manuel Fernandes  |     | 84'   |
| Entrenador:     |    |                   |     |       |
| Fernando Santos |    |                   |     |       |

| Jugador del partido: Edinson Cavani Árbitros asistentes: Marvin Torrentera Miguel Hernández Cuarto árbitro: Jair Marrufo Árbitro asistente de video: Mark Geiger Árbitros asistentes del árbitro asistente de video: Joe Fletcher Bastian Dankert Danny Makkelie |

### Cuartos de final

#### Uruguay vs. Francia
| 6 de julio de 2018 | Uruguay | 0:2 (0:1) | Francia                    | Estadio de Nizhni Nóvgorod, Nizni Nóvgorod                |                                                           |
| 17:00 MSK (UTC+3)  |         | Reporte   | Varane 40' · Griezmann 61' | Asistencia: 43 319 espectadores Árbitro(s): Néstor Pitana | Asistencia: 43 319 espectadores Árbitro(s): Néstor Pitana |

| Uruguay | Francia |

| POR           | 1  | Fernando Muslera       |     |     |
| DEF           | 22 | Martín Cáceres         |     |     |
| DEF           | 2  | José María Giménez     |     |     |
| DEF           | 3  | Diego Godín            |     |     |
| DEF           | 17 | Diego Laxalt           |     |     |
| MED           | 8  | Nahitan Nández         |     | 73' |
| MED           | 14 | Lucas Torreira         |     |     |
| MED           | 15 | Matías Vecino          |     |     |
| MED           | 6  | Rodrigo Bentancur      | 38' | 59' |
| DEL           | 9  | Luis Suárez            |     |     |
| DEL           | 11 | Christian Stuani       |     | 59' |
| Cambios:      |    |                        |     |     |
| MED           | 7  | Cristian Rodríguez     | 69' | 59' |
| DEL           | 18 | Maximiliano Gómez      |     | 59' |
| DEL           | 20 | Jonathan Urretaviscaya |     | 73' |
| Entrenador:   |    |                        |     |     |
| Óscar Tabárez |    |                        |     |     |

| POR              | 1  | Hugo Lloris       |     |       |  |
| DEF              | 2  | Benjamin Pavard   |     |       |  |
| DEF              | 4  | Raphaël Varane    |     |       |  |
| DEF              | 5  | Samuel Umtiti     |     |       |  |
| DEF              | 21 | Lucas Hernández   | 33' |       |  |
| MED              | 13 | N'Golo Kanté      |     |       |  |
| MED              | 6  | Paul Pogba        |     |       |  |
| MED              | 10 | Kylian Mbappé     | 69' | 88'   |  |
| MED              | 7  | Antoine Griezmann |     | 90+3' |  |
| MED              | 12 | Corentin Tolisso  |     | 80'   |  |
| DEL              | 9  | Olivier Giroud    |     |       |  |
| Cambio:          |    |                   |     |       |  |
| MED              | 15 | Steven N'Zonzi    |     | 80'   |  |
| DEL              | 11 | Ousmane Dembélé   |     | 88'   |  |
| MED              | 18 | Nabil Fekir       |     | 90+3' |  |
| Entrenador:      |    |                   |     |       |  |
| Didier Deschamps |    |                   |     |       |  |

| Jugador del partido: Antoine Griezmann Árbitros asistentes: Hernán Maidana Juan Pablo Belatti Cuarto árbitro: Alireza Faghani Quinto árbitro: Reza Sokhandan Árbitro asistente de video: Massimiliano Irrati Árbitros asistentes del árbitro asistente de video: Carlos Astroza Mauro Vigliano Paolo Valeri |

## Participación de jugadores
| #  | Pos        | Jugador          | PJ | Minutos Jugados | Goles recibidos | Atajos | Tarjetas Amarillas | Doble Tarjeta Amarilla y Roja | Tarjetas Rojas |
| -- | ---------- | ---------------- | -- | --------------- | --------------- | ------ | ------------------ | ----------------------------- | -------------- |
| 1  | Guardameta | Fernando Muslera | 5  | 450             | -3              | -      | 0                  | 0                             | 0              |
| 12 | Guardameta | Martín Campaña   | -  | -               | -               | -      | -                  | -                             | -              |
| 23 | Guardameta | Martín Silva     | -  | -               | -               | -      | -                  | -                             | -              |

| #  | Pos            | Jugador                | PJ | Minutos Jugados | Goles | Asistencias | Tarjetas Amarillas | Doble Tarjeta Amarilla y Roja | Tarjetas Rojas |
| -- | -------------- | ---------------------- | -- | --------------- | ----- | ----------- | ------------------ | ----------------------------- | -------------- |
| 2  | Defensa        | José María Giménez     | 4  | 360             | 1     | 0           | 0                  | 0                             | 0              |
| 3  | Defensa        | Diego Godín            | 5  | 450             | 0     | 1           | 0                  | 0                             | 0              |
| 4  | Defensa        | Guillermo Varela       | 2  | 180             | 0     | 0           | 0                  | 0                             | 0              |
| 5  | Centrocampista | Carlos Sánchez         | 3  | 123             | 0     | 2           | 0                  | 0                             | 0              |
| 6  | Centrocampista | Rodrigo Bentancur      | 5  | 365             | 0     | 1           | 2                  | 0                             | 0              |
| 7  | Centrocampista | Cristian Rodríguez     | 5  | 165             | 0     | 0           | 1                  | 0                             | 0              |
| 8  | Centrocampista | Nahitan Nández         | 5  | 293             | 0     | 0           | 0                  | 0                             | 0              |
| 9  | Delantero      | Luis Suárez            | 5  | 450             | 2     | 1           | 0                  | 0                             | 0              |
| 10 | Centrocampista | Giorgian de Arrascaeta | 2  | 86              | 0     | 0           | 0                  | 0                             | 0              |
| 11 | Delantero      | Cristhian Stuani       | 2  | 75              | 0     | 0           | 0                  | 0                             | 0              |
| 13 | Defensa        | Gastón Silva           | -  | -               | -     | -           | -                  | -                             | -              |
| 14 | Centrocampista | Lucas Torreira         | 5  | 304             | 0     | 0           | 0                  | 0                             | 0              |
| 15 | Centrocampista | Matías Vecino          | 5  | 416             | 0     | 0           | 0                  | 0                             | 0              |
| 16 | Defensa        | Maximiliano Pereira    | -  | -               | -     | -           | -                  | -                             | -              |
| 17 | Centrocampista | Diego Laxalt           | 4  | 301             | 0     | 1           | 0                  | 0                             | 0              |
| 18 | Delantero      | Maximiliano Gómez      | 2  | 32              | 0     | 0           | 0                  | 0                             | 0              |
| 19 | Defensa        | Sebastián Coates       | 1  | 90              | 0     | 0           | 0                  | 0                             | 0              |
| 20 | Delantero      | Jonathan Urretaviscaya | 1  | 17              | 0     | 0           | 0                  | 0                             | 0              |
| 21 | Delantero      | Edinson Cavani         | 4  | 344             | 3     | 0           | 0                  | 0                             | 0              |
| 22 | Defensa        | Martín Cáceres         | 5  | 450             | 0     | 0           | 0                  | 0                             | 0              |